# 韩斌 (遗传学家)
韩斌（1963年4月15日—），安徽阜阳人，中国作物基因组与遗传学家，中国科学院院士。

## 生平
1985年本科毕业于安徽师范大学，1988年于广西农学院（现广西大学）获硕士学位，1992年于英国John Innes Centre获博士学位。1992年至1998年在英国剑桥大学做博士后研究。1998年回国后进入中国科学院国家基因研究中心工作，2001年担任国家基因研究中心主任。2002年任中国科学院上海生命科学研究院植物生理生态研究所副所长，2011年任中国科学院上海生命科学研究院副院长，2014年任中国科学院植物生理生态研究所所长。2019年10月，任中国科学院分子植物科学卓越创新中心主任。2024年2月，聘任为分子植物科学卓越创新中心主任。

## 学术贡献
主要从事水稻基因组学、群体遗传学及水稻的起源和驯化等研究。完成了水稻第四号染色体精确测序及着丝粒序列结构分析。研究成果发表在Nature, Nature Genetics, Nat. Commun., Plant Cell等国际重要刊物上。主持国家高技术研究发展计划（863计划）课题、国家自然科学基金重点项目等，2003年获国家杰出青年基金资助。

## 社会兼职
中国遗传学会副理事长，中国植物生理与植物分子生物学学会副理事长（第十一届），Molecular Plant共同主编。

## 奖项和荣誉
- 2002年，入选中国十大科技进展新闻[6]
- 2003年，获上海市科技进步一等奖（第一完成人）[7]
- 2004年，获上海市劳动模范称号[8]
- 2005年，入选中国科学院院士增选有效候选人名单[9]
- 2007年，入选中国科学院院士增选初步候选人名单[10]
- 2007年，获国家自然科学二等奖（第一完成人）[11]
- 2009年，入选中国科学院院士增选初步候选人名单[12]
- 2013年，当选中国科学院院士[13]
- 2013年，获中国科学院杰出科技成就奖[14]
- 2014年，获首届汤森路透“中国引文桂冠奖——最具国际引文影响力奖”[15]
- 2014年，当选发展中国家科学院院士[16]
- 2016年，入选国家“万人计划”科技创新领军人才[17]
- 2016年，入选中国科学十大进展[18]
- 2017年，获首届全国创新争先奖[19]
- 2017年，获求是科技成就集体奖[20]
- 2017年，获国家自然科学一等奖（第二完成人）[21]
- 2020年，获中国植物生理与植物分子生物学学会杰出成就奖[22]
- 2024年，获何梁何利基金科学与技术进步奖[23]
- 2025年，当选英国皇家学会外籍院士[24]